# Flaga Czukockiego Okręgu Autonomicznego
Flaga Czukockiego Okręgu Autonomicznego zatwierdzona 29 października 1997 to niebieski prostokątny materiał z białym równobocznym trójkątem, którego jeden z boków pokrywa się z krańcem flagi od strony drzewca. W środku trójkąta umieszczona jest flaga Rosji
otoczona żółtym okręgiem. Szerokość okręgu, jak również każdego z kolorowych pasów emblematu wynosi 0,082 szerokości flagi. Proporcje flagi (szerokość do długości) 2:3.
Flaga symbolicznie (w postaci białego trójkąta) przedstawia otoczony wodą (niebieskie tło flagi) – półwysep Czukocki. Umieszczona na trójkącie flaga Rosji pokazuje przynależność tych ziem do Rosyjskiej Federacji, żółty (złoty) okrąg symbolizuje że słońce nad Rosją wschodzi właśnie w Czukockim Okręgu Autonomicznym, a także charakterystyczny dla żyjących w niej narodów instrument muzyczny o nazwie "jarar" oraz złoto, naturalne bogactwo tamtych ziem.

Flaga Czukockiego Okręgu Autonomicznego (1994-1997)

Poprzednia flaga (obowiązująca w latach 1994-1997) została zatwierdzona 28 lutego 1994 r. Była podobna do obecnej, lecz jej proporcje wynosiły (szerokość do długości) 1:2.